# Santa Rosa (sitio mesoamericano)

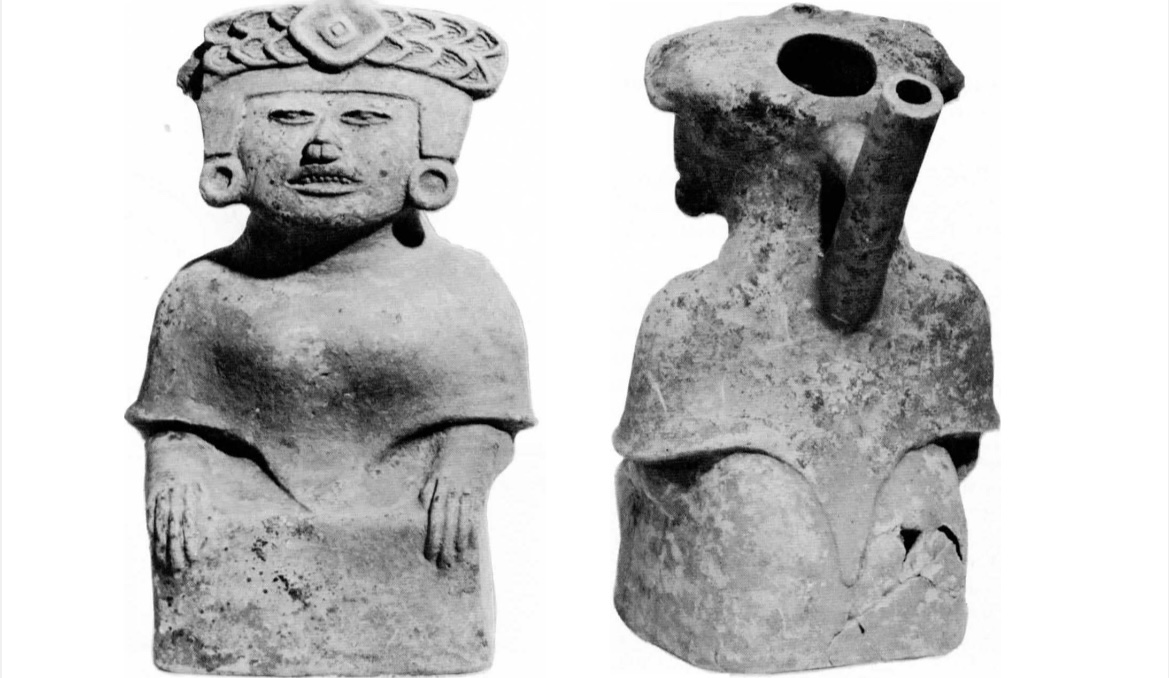
Figura efigie femenina encontrada dentro de un entierro en Santa Rosa

 Santa Rosa es un sitio arqueológico precolombino ubicado anteriormente a lo largo del río Grijalva en el estado de Chiapas, México en el subdistrito de Chapatengo-Chejel. Actualmente se encuentra inundado por agua debido a la construcción de la presa Angostura.
El sitio tuvo su apogeo cultural durante el período Formativo Tardío o Protoclásico de Mesoamérica, entre aproximadamente 100 a. C. y 200 d. C. Fue uno de los muchos centros antiguos ubicados dentro de la Depresión Central de Chiapas durante el Período Formativo. Otros incluyen Mirador (que no se debe confundir con El Mirador ), Ocozocoautla, La Libertad y Chiapa de Corzo.

## Sitio

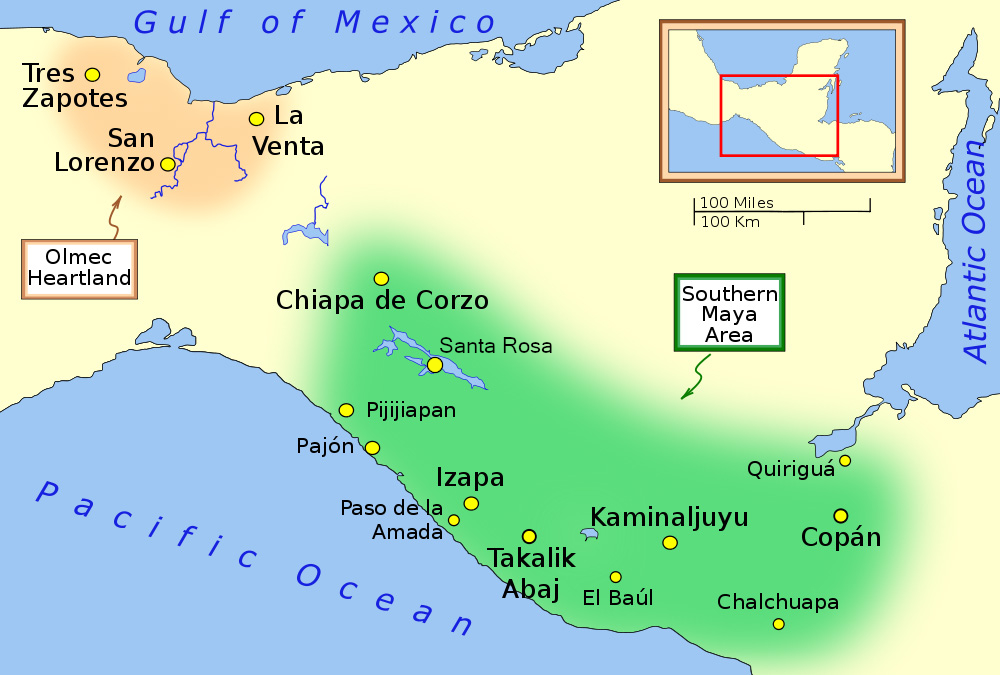
Mapa de sitios mesoamericanos que muestran a Santa Rosa

Hay aproximadamente 31 montículos en el sitio repartidos en un área de aproximadamente 54 hectáreas. Se han ubicado asentamientos directamente afiliados al centro desde el Cañón de Angostura, hasta la frontera con Guatemala, como lo demuestran los tipos dominantes de cerámica de Santa Rosa encontrados en la región. Entre el gran centro de Chiapa de Corzo y la frontera con Guatemala, Santa Rosa fue el sitio preclásico más grande a lo largo del río Grijalva. El primer asentamiento permanente del área data de principios del Período Preclásico Medio desde alrededor del 1000 a. C. hasta el 600 a. C. y estuvo continuamente ocupado hasta alrededor del 200 d. C., cuando comenzó a experimentar una disminución en la población.
El sitio está flanqueado por dos grandes montículos piramidales en lo que parece ser una orientación general este a oeste. Curiosamente, a diferencia de otros sitios en la región, no parece haber ningún diseño formal o planificado del sitio. El Montículo A en el extremo este del sitio tiene una altura de 11 metros, y el Montículo W está en el extremo occidental con una altura de 14 metros. En el centro de Santa Rosa hay una gran plataforma con una altura de 6 metros, y 74 metros de ancho por 80 metros de largo. Ubicados al norte y al sur del sitio se encuentran lo que parecen ser grupos de posibles plataformas residenciales de élite.

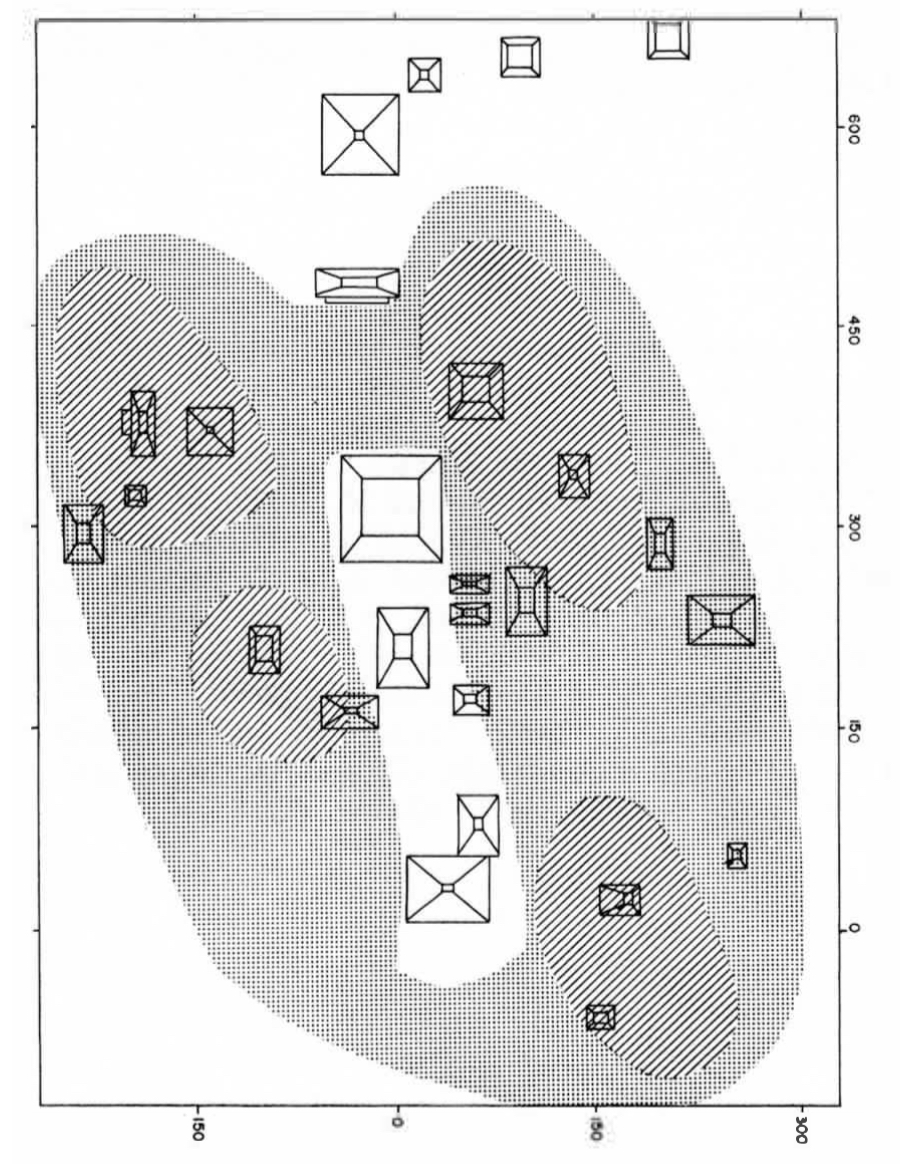
Mapa del sitio de Santa Rosa que muestra la división cultural ca. 150 a. C.

Se han notado algunas observaciones notables del sitio arqueológico de Santa Rosa. Por un lado, como lo demuestra el diseño inusual del sitio, así como la falta de ciertos tipos de cerámica maya, se sugiere que Santa Rosa resistió activamente las influencias culturales externas. Parece haber mantenido sus propias tradiciones al mismo tiempo que rechaza las tradiciones extranjeras. También parece haber habido una división lingüística o cultural en el sitio, posiblemente representando dos grupos distintos de personas que viven juntas. El sitio tiene una división obvio en el centro por los tres montículos más grandes, W, S y A. Durante las excavaciones del Montículo S, los arqueólogos descubrieron dos materiales de construcción distintos y separados, uno en cada mitad del montículo y ambos cubiertos por un yeso. revestimiento. No hubo superposición en los materiales, lo que sugiere que posiblemente dos grupos culturales separados estaban trabajando juntos en la construcción de la plataforma.

## Historia

### Preclásico medio
La primera evidencia de ocupación del sitio comienza en el Período Preclásico Medio, que data de alrededor de 1000 a. C. a 500 a. C. Durante este tiempo, la habitación era escaso con tipos de cerámica que mostraban una afiliación con Chiapa de Corzo río abajo y La Venta en el área de la Costa del Golfo. Las primeras plataformas piramidales se datan a este tiempo.

### Preclásico Tardío
Durante este período de tiempo, que se extiende desde aproximadamente 500 a. C. hasta 100 a. C., se utilizó una arquitectura más avanzada. Se utilizó piedra caliza en la construcción de muchas de las plataformas y pirámides. La arcilla quemada es como comienzan a aparecer pisos y paredes con piedra bien cortada. La cerámica también se vuelve más avanzada y mejor pulida.

### Protoclásico

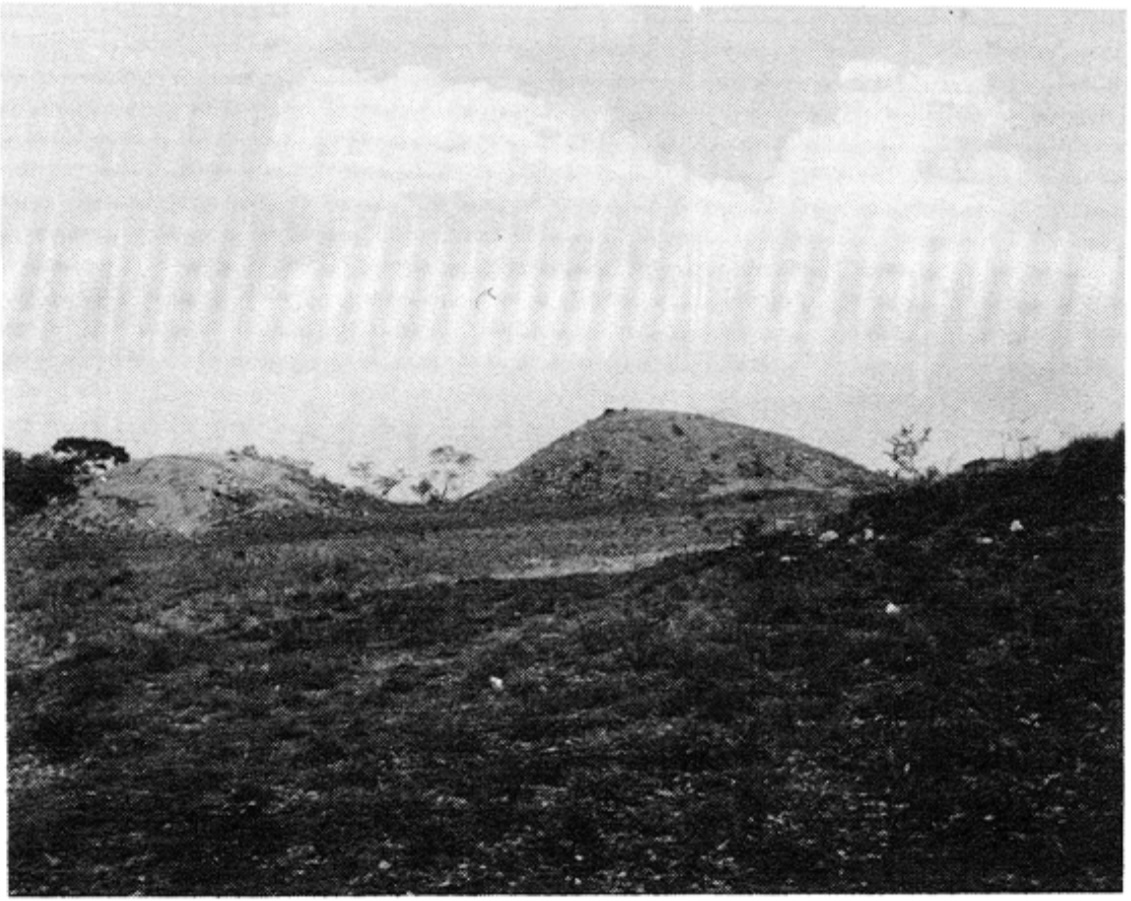
Montículos A y B en Santa Rosa

Durante el Protoclásico desde el 100 a. C. hasta el 200 d. C., Santa Rosa experimentó un crecimiento masivo en importancia y tamaño, similar a los desarrollos en otras partes de Mesoamérica, como Chiapa de Corzo y Kaminaljuyu en las tierras altas de Guatemala. Durante este período, las fuertes influencias de Santa Rosa están presentes desde el Cañón de Angostura en el norte hasta la frontera con Guatemala en el sur. Muchos de los montículos del sitio se construyeron durante este tiempo y es evidente la arquitectura avanzada que incluye piedra, pintura y estuco bien cortados. Comienzan a aparecer nuevos tipos de cerámica, como vasijas efigie, caños y decoraciones al fresco.

### Clásico
A partir del año 200 d. C., Santa Rosa y la Depresión Central de Chiapas comienzan a experimentar una disminución considerable de la población. Comienzan a aparecer nuevos tipos de cerámica del área maya, lo que indica una intrusión de un nuevo grupo de personas en la región. Los patrones de asentamiento anteriores dejan de existir y, al final del período, Santa Rosa está completamente abandonada.

## Santa Rosa y el Libro de Mormón
Santa Rosa es considerada un sitio arqueológico importante entre algunos miembros de la Iglesia de Jesucristo de los Santos de los Últimos Días. Según John Sorenson y otros eruditos del Libro de Mormón, Santa Rosa tiene muchas similitudes con la ciudad de Zarahemla, donde tiene lugar una gran parte de la historia del Libro de Mormón.